# كيرو الكونغو
كيرو الكونغو (بالإنجليزية: Kiro Congo)‏ هي منظمة شباب الكاثوليك في جمهورية الكونغو الديموقراطية. هي واحدة من أهم حركات الشباب في الكونغو. كيرو الكينغو عضو في مظلة منظمات الشباب الكاثوليكي.

## التاريخ
أنشأت كيرو في 11  نوفمبر1947. أزدادت الحركة الشبابية بسرعة في خمسينات القرن الماضي. وحتى عام 1957 كان قد أنشأ 150 مجموعة كيرو في جمهورية الكونغو الديمقراطية. وفي عام 1960 كان هناك لكيرو 240 مجموعة من الأولاد و البنات مع عدد تقريبي 17,000  من الأعضاء .

## التنظيم
تم تقسيم مجموعات منظمة الكيرو حسب الفئات العمرية:
| الفئة العمرية  | اسم القسم                    |
| -------------- | ---------------------------- |
| 6 - 12 سنة     | باكايوكي "Pré-) Bakayouki) " |
| 12 - 14 سنة    | يوبي " Youpi "               |
| 14 - 16 سنة    | جينس " Gens "                |
| أكثر من 16 سنة | أسبيس " Aspis "              |

## الأنشطة
- الإجتماعات في المجموعات المحلية
- الغناء، اللعب، الرياضة، الرقص
- الأنشطة الروحية في أيام السبت و الأحد
- الأنشطة التعليمية[6]
- العلاقات الدولية[8][9]

## التعاون عبر القارات
- دعمت المنظمة غير الحكومية الفلمنكية لعمل كيرو كونغو[7]
- كيرو كونغو هي عضو في مظلة الكاثوليك في منظمة فيمكاب للشباب